# Radek Šmerda
Radek Šmerda (* 14. května 1977, Brno) je český úředník, právník, politik a vysokoškolský pedagog, od dubna do června 2011 ministr dopravy ve vládě Petra Nečase, ve které nahradil Víta Bártu.

## Život
Vystudoval Právnickou fakultu Univerzity Karlovy. V letech 2002 až 2003 působil jako poradce poslance a pozdějšího náměstka ministra obrany Pavla Severy, v letech byl 2003 až 2006 byl poradcem náměstka ministra obrany Jaroslava Kopřivy. V letech 2007 až 2009 působil jako náměstek ministryně obrany Vlasty Parkanové. Z funkce odešel a byl zaměstnán ve Vězeňské službě. Od roku 2010 byl náměstkem ministra dopravy Víta Bárty, kterého nahradil v dubnu 2011.
Dne 30. června 2011 podal demisi, kterou prezident Václav Klaus přijal. Šmerda na postu ministra dopravy skončil kvůli tomu, že Věci veřejné chtěly, aby ministrem byl člen jejich strany. Šmerda, ač na ministerský post nominován Věcmi veřejnými, nebyl jejich členem. Nahradil ho Pavel Dobeš.
Je společníkem Advokátní kanceláře Gřivna & Šmerda, s.r.o. Krom povolání advokáta je rovněž vysokoškolským učitelem.